# 伊納基·烏丹加林
伊納基·烏丹加林·列瓦埃尔特（1968年1月15日—）是前西班牙王室成員。他是克里斯蒂娜公主的前夫，曾是帕爾馬公爵（Ducado de Palma de Mallorca）。和公主結婚前，烏丹加林是一名曾兩次得到奧運獎牌的手球運動員。